# Jakub (Frantsis)
Jakub, imię świeckie Konstandinos Frantsis (ur. 1942 w Agiassos) – duchowny Greckiego Kościoła Prawosławnego, od 1988 metropolita Mityleny, Eressos i Plomari.

## Życiorys
Święcenia diakonatu przyjął 6 czerwca 1965, a prezbiteratu 19 września. Chirotonię biskupią otrzymał 20 listopada 1988.